# Juha Sipilä
Juha Petri Sipilä (Veteli, 25 de abril de 1961) es un empresario, ingeniero y político finlandés, fue primer ministro de Finlandia desde 2015 hasta 2019.
Antes de dedicarse a la política, Sipilä estuvo trabajando en empresas tecnológicas. Desde 1992 hasta 1996 fue consejero delegado de Solitra, especializada en componentes electrónicos para telefonía móvil, e hizo fortuna al venderla a un grupo estadounidense. Dos años después puso en marcha un fondo de inversión para financiar empresas emergentes.
En 2011 entró en política como diputado del Partido del Centro, y un año más tarde fue votado secretario general de la formación por sus militantes. Después de ganar las elecciones parlamentarias de 2015, se puso al frente de un gobierno de coalición de centroderecha.

## Biografía
Juha Sipilä nació en Veteli, un pequeño municipio de Finlandia Occidental, siendo el mayor de cuatro hermanos en una familia dedicada a la enseñanza. Después de completar la educación secundaria en Puolanka, se licenció en Ingeniería por la Universidad de Oulu y culminó su formación con un título de posgrado por el mismo centro en 1986.
Al finalizar la carrera comenzó a trabajar en empresas tecnológicas, asumiendo puestos de responsabilidad hasta su nombramiento en 1992 como consejero delegado de Solitra, una compañía especializada en componentes electrónicos para telefonía móvil, de la que sería principal accionista desde 1994. Dos años más tarde vendió su participación al grupo estadounidense ADC por más de 12 millones de euros, lo que le convirtió en una de las mayores nuevas fortunas de Finlandia. Al poco tiempo fundó Fortel Invest, una entidad de capital riesgo que ha participado en el desarrollo de más de 25 empresas.
Entre 2002 y 2005 fue consejero delegado de Elektrobit, especializada en aplicaciones de comunicación inalámbrica para vehículos.
En el plano personal, está casado desde 1981 con Minna-Maaria Juntunen y ha tenido cinco hijos. Es miembro de la iglesia evangélica luterana de Finlandia.

## Trayectoria política
Cuando estaba en la universidad, Sipilä estuvo militando durante un tiempo en las juventudes del Partido del Centro (Suomen Keskusta). Más allá de esa experiencia no mostró interés por la política hasta que la formación contactó con él en 2011, en busca de nuevos candidatos para las elecciones parlamentarias de 2011. El empresario obtuvo escaño por el departamento de Oulu.
A pesar de ese éxito personal, el Partido del Centro atravesaba un mal momento al haber obtenido los peores resultados en décadas: un cuarto lugar con 35 escaños. La líder Mari Kiviniemi tuvo que dimitir al no entrar en el gobierno de coalición de Jyrki Katainen, y de inmediato se convocaron primarias internas a las que Sipilä se presentó con una propuesta renovadora. El 9 de junio de 2012, se convirtió en el nuevo presidente de la formación tras una reñida votación.
El Partido del Centro se mantuvo en la oposición durante los gobiernos de coalición de Katainen y de Alexander Stubb. A partir de 2013 la formación pasó a liderar las encuestas electorales y basó su discurso en la gestión de la economía.

## Primer ministro de Finlandia

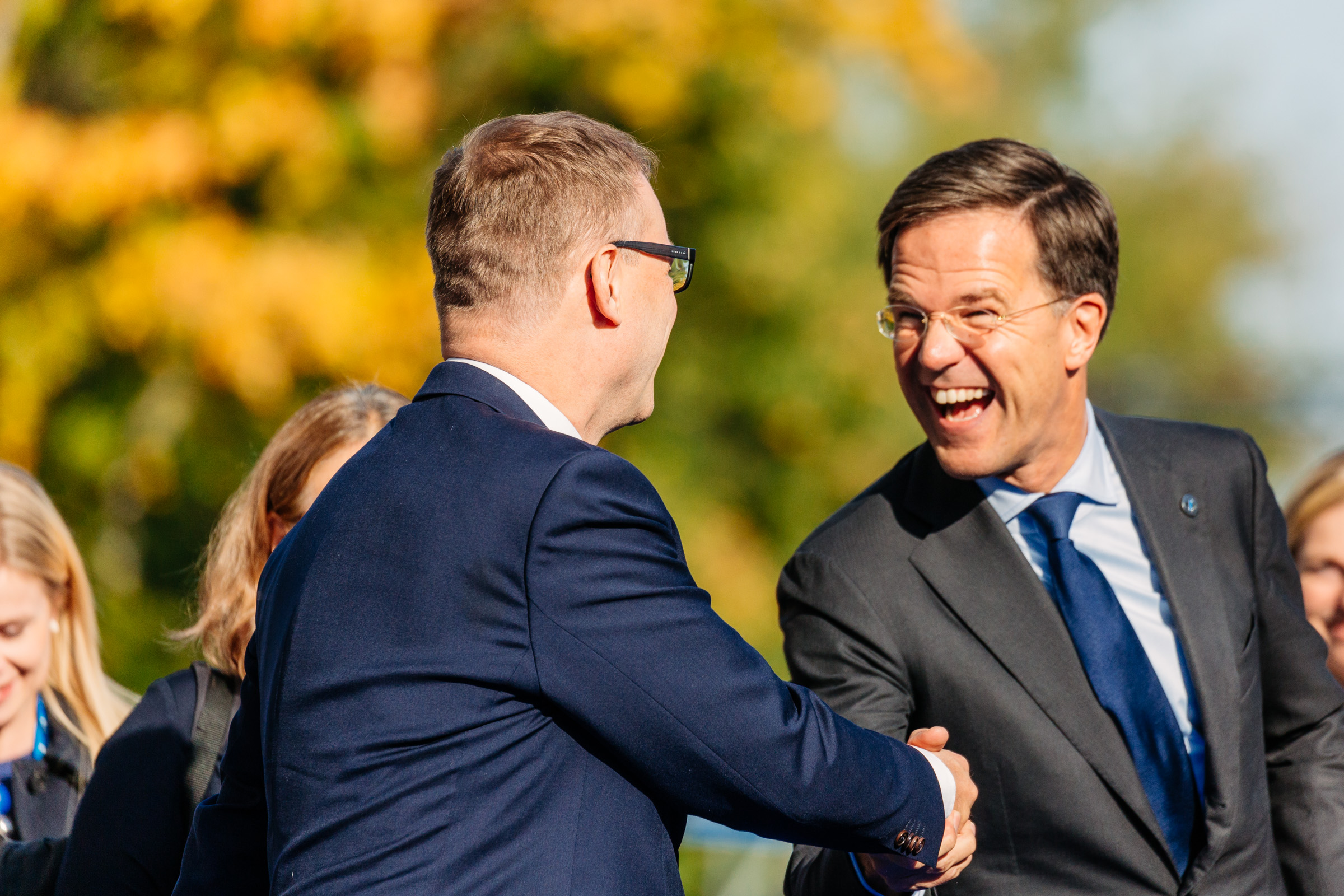
Sipilä saluda a Mark Rutte, primer ministro de los Países Bajos, en la cumbre europea digital de Tallin (2017).

En las elecciones parlamentarias de 2015, el Partido del Centro capitalizó el desgaste electoral de la Coalición Nacional y fue el más votado con 49 escaños y más de 620.000 votos (21,1%).
Después de un mes de negociaciones, Sipilä fue nombrado primer ministro de Finlandia el 29 de mayo de 2017, siendo jefe de un gobierno de coalición de centroderecha conformado por centristas, la Coalición Nacional (derecha) y los Verdaderos Finlandeses (extrema derecha). Además, el Partido Popular Sueco se había quedado fuera del gabinete por primera vez desde 1979.
El objetivo principal del gobierno Sipilä era mejorar la situación económica del país, en recesión por la situación de la eurozona, la decadencia de la industria papelera, la crisis de Nokia y la caída de las exportaciones a Rusia. Por recomendación de la Comisión Europea, el ejecutivo finés llevó a cabo un recorte del gasto público para ajustarse al pacto de estabilidad y crecimiento, así como una reducción de costes de mercado laboral. El plan fue especialmente criticado por la comunidad académica, que denunció una degradación a largo plazo del sistema educativo como consecuencia de los recortes. En lo que respecta al producto interno bruto, la economía nacional recuperó la senda del crecimiento a comienzos de 2017.
En junio de 2016, modificó el código laboral para aumentar la competitividad de las empresas. Los sueldos de los funcionarios se reducen durante los días festivos, las horas extras y el trabajo en domingo se pagarán menos y se aumentan las cotizaciones sociales de los empleados. Por otro lado, se reducen las cotizaciones de los empresarios.'
Otro asunto delicado a tratar fue el papel de Finlandia durante la crisis de refugiados, con más de 32.000 solicitantes de asilo en 2015 frente a los 3.600 del año anterior. Sipilä llegó a prometer que su segunda residencia en Kempele quedaba a disposición de aquellas familias que lo necesitaran, lo cual generó disputas con sus socios de Verdaderos Finlandeses, pero meses después se echó atrás alegando «razones de seguridad». Además, la policía tuvo que detener a organizaciones de extrema derecha que estaban boicoteando la llegada de inmigrantes iraquíes.
En junio de 2017 su gobierno estuvo a punto de caer debido a una crisis interna en Verdaderos Finlandeses: después de que Timo Soini (ministro de Exteriores) dejara la presidencia del partido, los militantes votaron como nuevo líder a un eurodiputado del ala más extremista que quería romper el pacto. Como el Centro y la Coalición Nacional rechazaron negociar con él, Soini y otros veinte diputados crearon un nuevo grupo parlamentario conservador, Reforma Azul, por lo que el gobierno se mantuvo aunque con menos apoyos.